# Tambon Khrueng
Tambon Khrueng (Thai: ครึ่ง) is een tambon in de amphoe Chiang Khong in de changwat Chiang Rai. De tambon telde in 2005 7.024 inwoners en bestaat uit 11 mubans.